# Cicceria
La Cicceria (AFI: /tʃittʃeˈri.a/; anche Ciceria, Ciciaria, Terra dei Cicci o Monti della Vena; in croato Ćićarija; in sloveno Čičarija; in tedesco Tschitschen Boden) è una regione montuosa storica compresa tra la Slovenia e la Croazia, costituisce una parte del Piccolo Carso. La Cicceria è la terra d'origine degli Istrorumeni.

## Descrizione
Può essere considerata una subregione dell'Istria, della quale occupa la porzione nord-orientale. Comprende la fascia che va da Erpelle-Cosina a Fiume, parallelamente al corso del Timavo. La Cicceria viene spesso confusa con l'Istria bianca (con la quale condivide il colore delle rocce carsiche).
La regione si presenta abbastanza uniforme dal punto di vista dell'orogenesi, con montagne che superano di poco i 1.000 metri. Capoluogo può essere considerata Lanischie.
L'altopiano raggiunge la maggiore altitudine con il Monte Maggiore (1.396 m), il quale è anche il monte più alto dell'Istria. La parte nord dell'altopiano è in Slovenia, mentre la parte centro-meridionale è in Croazia.
L'autunno è il periodo ideale per ammirare gli spettacolari colori delle foglie autunnali frequentando le zone con presenza di macchie di arbusti su cui, fra tutti domina lo scotano.

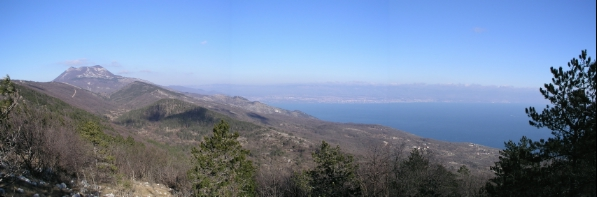
Vista panoramica dal Monte Maggiore